# ولاية هرات
ولاية هِرَاتْ (بالبشتو والفارسية: هرات وهري) من إحدی الولايات الـ 34 بأفغانستان تقع غربي البلاد قرب الحدود الإيرانية، يمر فيها نهر هريرود والذي يتدفق من وسط البلد، تحدّها ولايات بادغيس شمالاً وفراه جنوباً وغور شرقاً وإيران غرباً.
سكانها حوالي 349,000 حسب تقديرات عام 2006 الرسمية. العاصمة الإقليمية مدينة هرات وفيها 16 مديرية وجمركان عملاقان بـتورغندي قرب حدود تركمانستان والآخر فی بلدة إسلام قلعة علی مقربة من الحدود الإيرانية. مساحتها حوالي 54778 كيلو متر مربع. هرات مدينة أثرية ذات مباني تاريخية ضخمة والتي تعرّضت للتدمير الجزئي والكامل خلال الحروب الأخيرة. هرات تتمتع باقتصاد مزدهر والذي ينمو بسرعة بفضل منظمات حكومية وأخری غير حكومية ومكاتب تابعة للأمم المتحدة وشركات خاصة، أجنبية وأفغانية.
توجد وسط المدينة مكتبة عامة يتوافد عليها شباب وشابات كثيرون من مختلف المناطق فی البلاد وتتلقی المكتبة معظم كتبها الفارسية والعربية من إيران والمجتمع الدولي وفيها كتب عربية كثيرة طُبعت وصدرت بلبنان. انطلقت بِهرات نقابات وجمعيات عدة ومنها جمعية الأخلاق والمعرفة التي تأسست عام 2002 وانضمت لاحقاً إلی جمعية الإصلاح والتنمية الأفغانية. هرات مدينة ذات طابع إسلامي وتوصف أحياناً بالولاية المحافظة وفيها الكثير من المساجد كـ المسجد الجامع ومسجد الخرقة المباركة ومسجد الرضاء للمسلمين الشيعة.
تمارس قنصليات، أمريكا، إيران وباكستان وتركيا والهند وتركمانستان وألمانيا أنشطتها اليومية. يقع مطار المدينة 18 كيلو متر جنوب هرات، حيث تتواجد قاعدة عسكرية لحلف الناتو من إيطاليا وإسبانيا.
من أحيائها الشهيرة شهر نو، ولايت، قول أردو، فرقة، دروازة خوش، شهار سو، بول ركينة، صوفي آباد، نو آباد، بول مالان وتخت سفر. أضرحة الملكة كوهر شاد، عبد الله الأنصار، الخواجة غلطان ولي، قلعة اختيار الدين، المنارات والمسجد الجامع وسط مدينة هرات يزورها آلاف ألافغان يومياً. يرجع تاريخ هرات إلی قديم الأيام وبالتحديد عهد الإسكندر المقدوني.
مديرية شيندند تقع علی مسافة 130 كيلو متر جنوبي المحافظة حيث تتواجد ثالث أكبر قاعدة عسكرية أمريكية بعد بغرام وقندهار. لقد انطلقت مؤخرا محطات إذاعية وتلفازية عدة بـهرات وصحف ومجلات يومية وإسبوعية وشهرية تغطي أحداث المنطقة ومن أهمها تلفزيون هرات، إذاعة هرات، قناة ساقي وإذاعة الشباب التي تبث ساعة إخبارية بالعربية موجهة إلی الناطقين باللغة العربية علی موجة إف إم ومحطة كليد الإذاعية وصحيفة اتفاق إسلام اليومية.

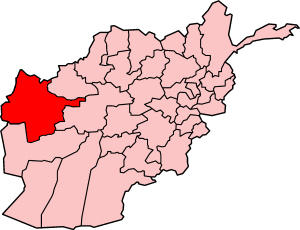
ولاية هرات

لقد كان إسماعيل خان حاكم ولاية هرات إبان حكومة المجاهدين الأفغان ولكن بعيد سقوطها فی سبتمبر/أيلول 1995 تحت أيدی طالبان، هرب الحاكم إلی إيران لكن مع توسع دائرة القتال في أفغانستان وانسحاب مقاتلو طالبان من هناك إثر أحداث 11 ايلول 2001، تحررت المدينة فی 12 نوفمبر 2001 حيث أصبح إسماعيل خان حاكماً للإقليم من جديد وسط هتافات من ناصريه. ولكن نظراً لوقوع اشتباكات ومناوشات بين إسماعيل خان وأحد قادته الكبار عام 2004، لقي نجل الحاكم إسماعيل خان السيد ميرويس صادق مصرعه والذي كان وزيراً للطيران المدني آنذاك. اشتد الصراع بينها وتم عزل خان عن منصبه كحاكم للإقليم من قبل إدارة الرئيس حامد كرزاي وحصل علی حقيبة وزارية لاحقاً كـوزير للمياه والكهرباء فی كابول وقد حكم هرات الوالي سيد حسين أنوري وهو من الشيعة وكان سفير أفغانستان لدی أوكرانيا وفي عهده شهدت هرات اشتباكات عنيفة بين السنة والشيعة راح ضحيـتها أكثر من 20 شخصاً وإصابة عشرات آخرين إثر احتفالات عاشوراء عام 2006 ومع مرور الوقت وبالتحديد بالتزامن مع الانتخابات الأفغانية في 20 أغسطس 2009، شهد إقليم هرات موجة من التفجيرات الدموية أدّت إلی جرح وقتل مئات المواطنين الأفغان وآخر الهجمات استهدفت مقر منظمة الأمم المتحدة في وسط المدينة ولكن بالرغم من التفجيرات الهائلة التي تشهدها هرات من حين لآخر، إلا وأنها من أجمل المدن الأفغانية ويزورها مئات السياح الأفغان والأجانب سنوياً.
يحكم الولاية الآن الدكتور داوود صبا والذي يحمل الجنسيتين الأفغانية والأمريكية.
رحلات يومية بالطائرات بين هرات والعاصمة كابول لمختلف الشركات الجوية الحكومية والخاصة كـ آريانا، كام إير، بامير وإلـخ وتصل تكلفة التذكرة إلی 110 دولار أمريكي وتستغرق الرحلة زهاء ساعة كاملة.
لقد انتشر مؤخراً مرض إنفلونزا الخنازير بهرات ويقال أن عدداً من المرضی ماتوا نظراً لـخطورة المرض.
يتحدث معظم سكان هرات بالفارسية بالإضافة إلی البشتو التي تُستخدم علی نطاق أوسع لا سيما في بعض المديريات مثل شيندند وأدرسكن وأوبه.